# Белоградская, Елизавета Осиповна
Елизавета Осиповна Белоградская (1739 — после 1764) — русская оперная певица XVIII века (сопрано), считающаяся первой профессиональной певицей России.

## Биография и творчество
Пению обучалась у своего отца, придворного певца Осипа Белоградского, брата лютниста Тимофея Белоградского. Была фрейлиной при дворе императрицы Елизаветы Петровны. В 1755 году выступила в партии Прокрис в опере «Цефал и Прокрис» Франческо Арайи — первой опере, сочинённой на русский текст и исполненной русскими артистами. Пела также в вокальном прологе к балету «Прибежище добродетели», в опере «Альцеста» Германа Раупаха и других. Обладала подвижным голосом и хорошей техникой, позволяющей исполнять технически сложные партии в итальянских операх. Участвовала в придворных концертах и празднествах как певица и исполнительница на клавесине.
По некоторым данным, умерла в 1760-х годах.